# 古河地方航空機乗員養成所

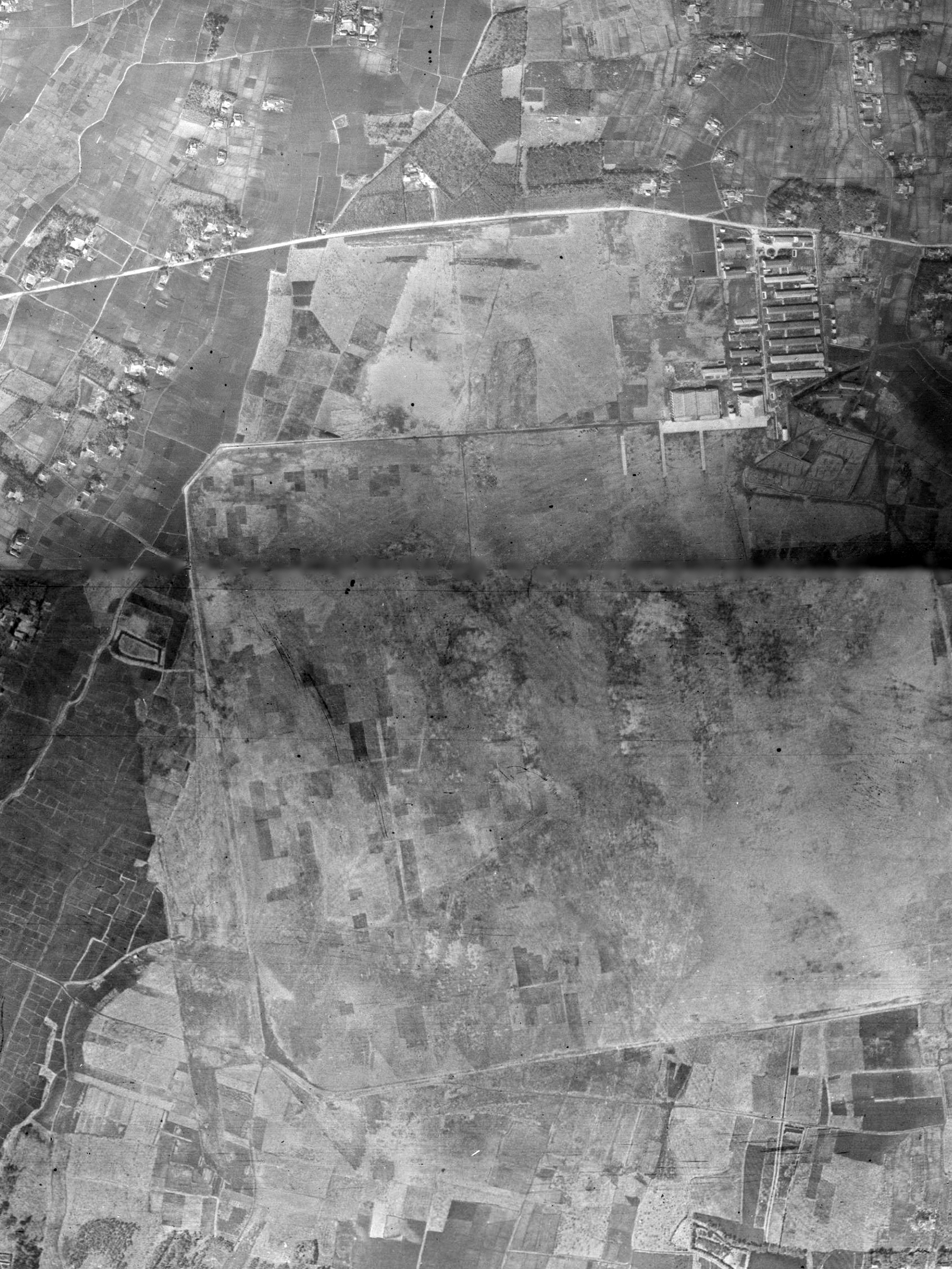
古河地方航空機乗員養成所の空中写真（1946年）
写真右上方の建物群が官舎。

古河地方航空機乗員養成所（こがちほうこうくうきじょういんようせいじょ）は、「航空局官制中改正ノ件」（昭和十五年勅令第八十一号）により改正された「航空局官制」（昭和十三年勅令第五六号）に基づき設置された逓信大臣の管理に属する航空機乗員養成所で茨城県猿島郡岡郷村（現・茨城県古河市）に建設された。

## 概要
- 茨城県猿島郡岡郷村の小堤地区・関戸地区の両地区にまたがり設置された。（市町村名は旧名。現在の古河市丘里工業団地である。）
- 養成所開場日は昭和17年4月21日。

当時地元での通称名は、「小堤の飛行場」、「岡郷の飛行場」、「関戸飛行場」である。（尚、記述した通称名は地元での有名順である。）
- 入所資格は国民学校初等科修了者。養成所卒業者には中等学校卒業者と同等の資格、二等飛行機操縦士、二等航空士、滑空士の技量証明書が与えられた。

また、卒業者の義務として、卒業後五年間は航空局長官の指定した業務に就く事が課せられ、陸海軍に召集された時には、短期の軍隊教育により予備役・下士官に任官する事が課せられた。
- 飛行場は全面転圧仕上げ＋芝張り（全面が芝張りだったかは定かではないが、後の開拓に携わった方の証言から、芝張りされていた事が明らかになっている。）

## 歴史
- 昭和15年2月　岡郷村の逓信省飛行士養成所設置に関する記事（「いはらき」昭和15年2月6日）

「逓信省の飛行士養成所　岡郷村に設置さる」：猿島郡岡郷村關戸地内に百町歩の地を選定、逓信省航空局のパイロット養成所を設置することになった、
目下同村諏訪村長が各地主間を奔走敷地買収の交渉をすゝめてゐるがすでに大部分は決定を見、技術員出張して現地の測量に従事してゐる、尚全部の測量は三月中旬頃終了の見込で四月には工事に着手本年度中には完成の予定で、山林の開墾地ならし等の労力奉仕には同村青年団員がこれに当たつてゐる。同所は約一里で東北本線の古河町に通じ交通至便、飛行場としては理想的の土地だといはれている。
- 昭和19年に宇都宮陸軍飛行学校の分校が併設されたが、翌年の終戦により廃校となった。
- 戦後の一時期、進駐軍が占領・駐屯し基地となった。また、同時に敷地の一部が岡郷中学校（現在の古河市立小堤小学校）の用地として割り当てられ、その他の大部分は解放農地となった。
- 解放農地には50名（50戸）が入植し、農地に戻すべく幾多の苦難を乗り越え開拓した。
- 昭和30年、旧四ケ村の合併により総和村が誕生。昭和32年に県から「新村建設モデル村」の指定を受けて「農工両全：豊かな田園工業都市を目指して」工場誘致をし、丘里工業団地となった。

## 年表
- 1940年（昭和15年）
  - 2月 - 岡郷村關戸地内に逓信省航空局のパイロット養成所の設置が決定される
  - 3月 - 測量完了
  - 4月 - 建設工事開始
- 1942年（昭和17年）4月21日 - 古河地方航空機乗員養成所開所
- 1943年（昭和18年）4月 - 名称変更により「地方」が削除され、古河航空機乗員養成所となる
- 1944年（昭和19年）
  - 4月 - 名称に再び「地方」が付き、更に宇都宮陸軍飛行学校古河分校が併設される
  - 11月 - 松戸高等航空機乗員養成所古河支所が併設される （古河支所、地方、陸軍飛行学校分校の3つが併設状態となる ）
- 1945年（昭和20年）
  - 2月 - 松戸高等航空機乗員養成所から独立し、古河高等航空機乗員養成所と改称される （陸軍飛行学校分校、古河地方、古河高等の3つが併設状態となる ）
  - 8月15日 - 敗戦
  - 8月 - 敗戦により廃校となる
  - 8月 - 米軍が駐屯し始める
  - 11月9日 - 緊急開拓事業実施要領が政府により決定され、当地は茨城県内にあった旧軍用地16地区の1つとして開拓の対象となった
- 1946年（昭和21年）3月 - 跡地に第一次として30戸が入植する
- 1948年（昭和23年） 月 - 第二次として20戸が入植する 
  - 同年以降？ - 駐屯していた米軍が撤収

- 1957年（昭和32年） - 茨城県から「新村建設モデル村」の指定を受け、工場誘致にかかる
- 1963年（昭和38年）
  - 1月 - 用地買収が完了
  - 8月31日 - 工業開発地区の指定を受ける
- 1964年（昭和39年） - 日本住宅公団により丘里工業団地の造成が開始される
- 1966年（昭和41年） - 丘里工業団地の造成が完成